# サヤー・サン

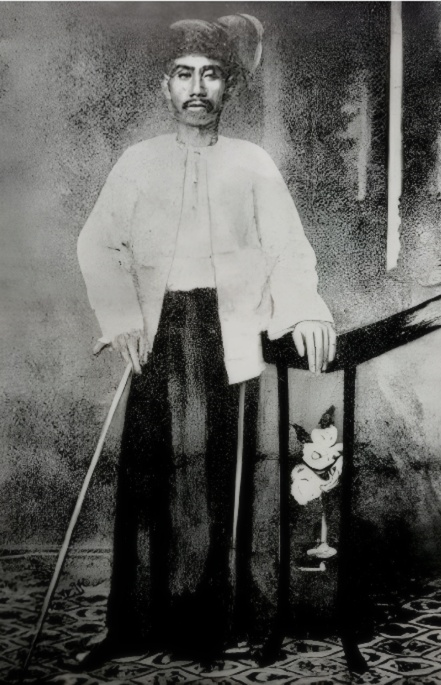
サヤー・サン

サヤー・サン（Saya San; 1876年10月24日 – 1931年11月28日）は、1930年から1932年頃まで英領ビルマで発生した反英独立農民運動の指導者:8。民間医療を実践する呪い師であり、仏僧でもあった（#生涯）。運動は彼の名前をとって「サヤー・サンの乱」（Saya San Rebellion）と呼ばれる。反乱は人頭税やインド人の高利貸しへの反発、世界恐慌が遠因にある米価の下落による農村の困窮といった経済的な要素が原因であるが、仏教思想に基づき王国建設を目指す、ビルマ的特徴を持つものになった（#思想）。
出生名はヤーチョー（ビルマ語: ရာကျော်） 、出生地はTabayin郡区（ဒီပဲယင်းမြို့နယ်）のタイェッカン（ビルマ語: သရက်ကန်; IPA: [t̪əjɛʔkœ̃̀]）村、父親の名はウー・チェー（ビルマ語: ဦးကျေး）、母親の名はドー・ペッ（ビルマ語: ဒေါ်ဖက်）である。

## 生涯
サヤー・サンが生まれたシュエボー地方は、1752年にビルマに成立し1886年にイギリス帝国に組み込まれたコンバウン王朝の揺籃の地であり、民族主義かつ王制主義の考えを持つ者が多い地方であった。サヤー・サンは1876年10月24日の生まれ、本名はヤーチョー（Yar Kyaw）である。両親の名はウー・チェー（U Kyaye）とドー・ペッ（Daw Hpet）といい、タイェッカン（Thayetkan）という農村に5人の子供と一緒に暮らしていた:3-6。当時のビルマ農村の子供の例に違わず、ヤーチョーは幼い頃から村の寺で勉強して、仏教の教えに触れ、その後も20歳頃まで近隣の Hpo Hmu 僧院で学んだ:3-6。
ヤーチョーは、畑を耕して身を立てるよりかは敷物や籠を作って売ったほうがいい暮らしができると知るや否や、Nga Kaung Inn 村を去った:3-6。その後、Ma Kayという女性と知り合い、Ko Po ThinとMa Seinという名の2人の子どもを儲けた:3-6。暮らし向きはよくならず、ヤーチョーは下ビルマのモールメインに移住した:3-6。そこでは開墾が行われており、働き手を必要としていたからだった:3-6。ヤーチョーは同地で大工として数年働いた後、占いや治療に携わる呪い師（se saya）として成功した:3-6。ヤーチョーはこの時期、民衆に伝わる病気や怪我の治し方に関する論説を2編、書いており、その中で西洋医学の権威や効果について疑問を呈した。
サヤー・サンがこうした民間医療者から政治運動家へと転進した経緯については、あまりはっきりとはわかっていない:3-6。一般的に1920年代にウー・ソーテイン（U Soe Thein）率いるビルマ人団体総評議会 (General Council of Burmese Associations) に参加したのであろうと考えられている:3-6。サヤー・サンはまもなく村の代表になり、その後、同政治組織のモールメイン支部代表になった。1924年にGCBAの年次総会で、45歳のサヤー・サンは、ビルマ農民の生活実態を調査する委員の主席に選出された:3-6。
1930年の12月末頃、サヤー・サンは農民一揆を企図し、結社ガロンを組織した。彼自身は、イギリス人の侵略者を斥け、人心を一つにまとめるため、かつてのアラウンパヤーのように、王を名乗った。反乱はすぐに植民地当局に察知され、イギリス軍が鎮圧した。一揆軍は崩壊し、サヤー・サンは東方のシャン高原に逃れた。1931年8月に当局にHokhoで捕まり、ターヤーワディー（Tharrawaddy）へと移送された。特別反乱法廷（Special Rebellion Tribunal）が開かれ、サヤー・サンは反逆罪で有罪となった。このときサヤー・サンの弁護を引き受けた弁護人としてはバー・モウやウー・ソオがいる。1931年11月28日にサヤー・サンに対して絞首刑が執行された。

## 思想

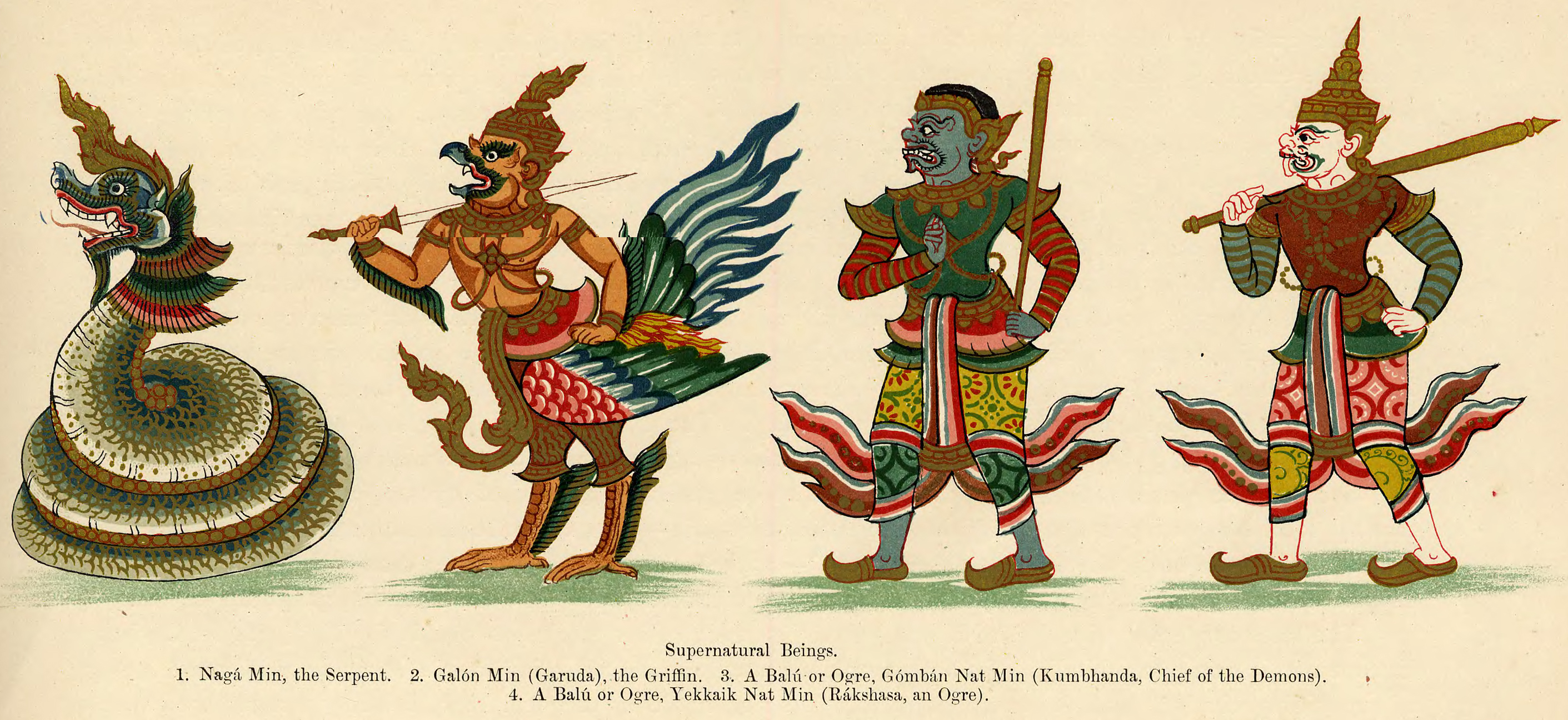
1906年に描かれたビルマの神々を示す図。左から2番目がガロン。

サヤー・サンが組織した結社の名称、ガロン（Galon; ビルマ語: ဂဠုန်）は、インド神話の神鳥ガルダ（迦楼羅）を意味する。また、サヤー・サンは決起にあたって、スパンナカ・ガルラ・ラージャ（金翅鳥・迦楼羅王）の称号を名乗った。サヤー・サンは、ビルマ農民に浸透していた民間信仰や仏教などのモチーフを利用するアプローチで民族主義運動を展開した。
『ブリタニカ百科事典』は、サヤー・サンの反英独立農民運動が、清の義和団事件に類似することを指摘する。蜂起した農民らは、イギリス軍のマシンガンの銃弾を通さないようにすると信じられた護符を持ったり刺青を入れたりし、鉈や槍で立ち向かった。ビルマでは、護符や所定の宗教的儀礼を媒介にミロク仏から法力を授かった戦士は、ウェイザー（weizza あるいは weikza）という超人になり、無敵の存在になるという信仰がある。
Spiro (1982) によると、ミロク仏より超自然的な力を授かった戦士らが、仏の教えに基づいた王の支配する国を建設するというロジック（論理）はビルマの歴史において王朝交代期に何度も繰り返されてきたものであり、サヤー・サンの運動における当該ロジックが最もよく知られてはいるものの決してビルマ史において特殊なものであったとは言えない。
サヤー・サンの運動は、ビルマ人の知識人エリートにはその前近代的な側面が戸惑いを持って受け止められたが、ビルマ社会の大多数を占める農民には広範な支持を得た。1920年代には仏僧のウー・オッタマがビルマ社会の内側に留まらない国際的で普遍的なメッセージを伴う独立運動を試みていたが、サヤー・サンの運動ほどには盛り上がらずに終わった。
Solomon (1969) によると、サヤー・サンが伝統的な価値観や信仰を常に強調したがために運動は一定程度以上のモメンタム（勢い）を持ちえ、運動の前近代的な側面は1930年代のビルマ社会の改革を成功させるための現実的な選択の結果であった可能性がある。王国建設を目指すタイプの植民地独立運動は、サヤー・サンの運動が最後になり、以後、ビルマにおいて王制/王政を志向する運動が見られることはなくなった。